# Храм Едфу
Храм Го́ра в Едфу — храм в Едфу (Єгипет), присвячений богу Гору. Другий за розмірами храм Стародавнього Єгипту після Карнакського. Виділяється серед давньоєгипетських культових споруджень високим ступенем збереженості.

## Гор Бехдетський

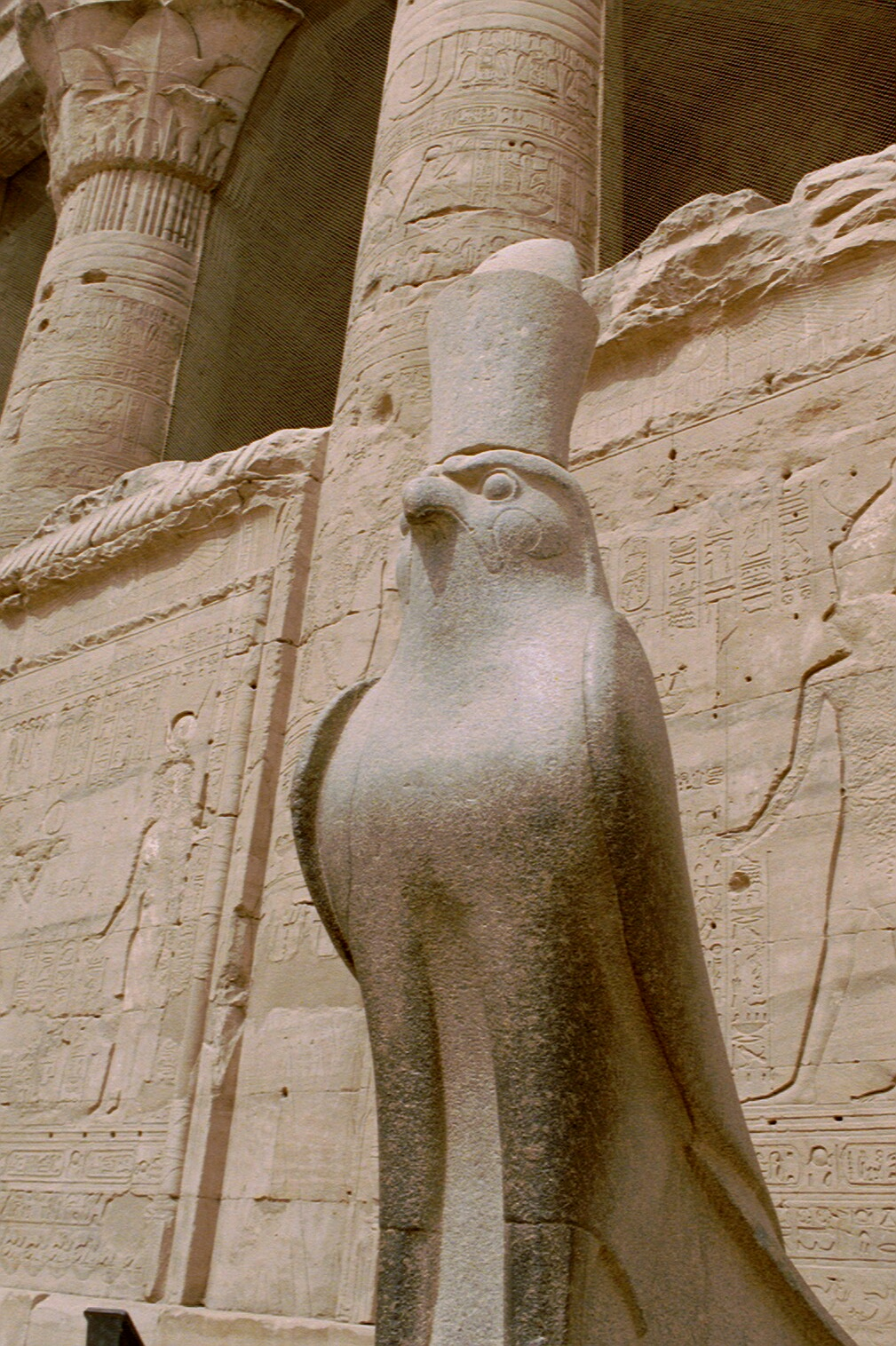
Статуя Гора на вході у головний двір

Храм побудований на честь бога Гора, однак через деякі особливості культу спочатку вважалось, що божество має місцеве походження. Місто Едфу в II номі Верхнього Єгипту згадується під назвою Бехдет в текстах часів Среднього царства і пізніше; в текстах самого храму бог згадується під ім'ям Гор Бехдетський. Однак було встановлено, що культ Гора потрапив в Едфу в часи Стародавнього царства з міста Бехдет (сьогодні — Тель-ель-Баламун) в Дельті, що дозволило остаточно ототожнити його з Гором. Давні греки, за яких почалось відновлення давього храму, зіставляли Гора з Аполлоном.

## Історія

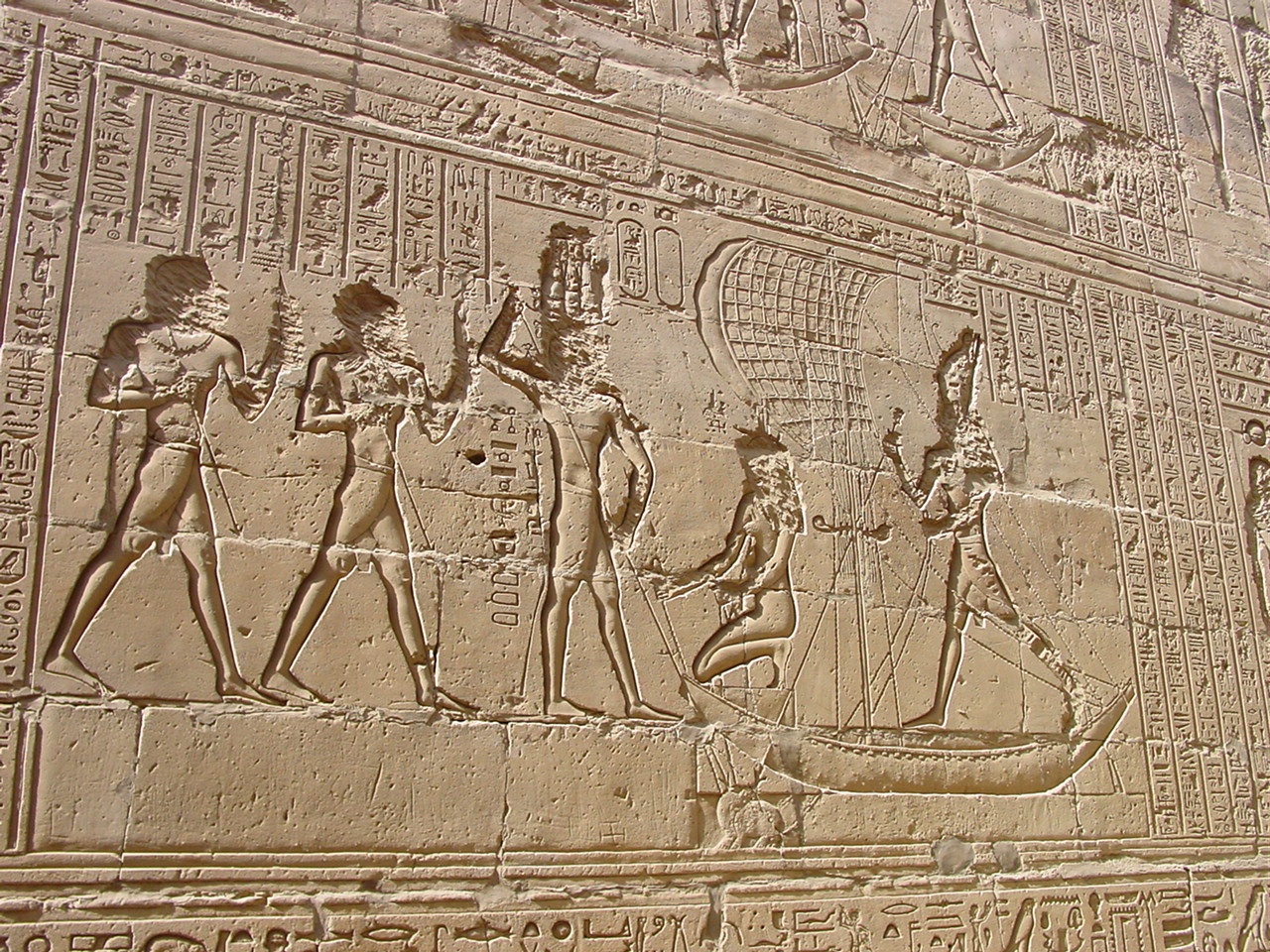
Зображення Птолемея X Александра I на стелі храму

Храм в Едфу існував з давніх-давен єгипетської культури, але був відбудований наново за Птолемеїв, за давніми планами від більш ранішого часу вцілів лише наос, на якому збереглись картуші Нектанеба I. Перший камінь в фундамент храму, який відбудовувався був закладений 23 серпня 237 року до н. е. за Птолемея III. В 212 році до н. е. був закінчений перший етап будівництва храму, а 10 вересня 142 року до н. е. в присутності Птолемея VIII і його дружини храм був перший раз освячений: в нього урочисто внесли статую Гора. Після цього у 140 році до н. е. будівництво храму тривало: з півдня до храму добудували дві зали з колонами, гіпостильне подвір'я, великий пілон і стіни, які оточують храм. Під час правління Птолемея X Александра (107-88 рр. до н. е.) храм був відкритий. В 70 році до н. е. він був знову освячений, однак це не стало закінченням будівництва. В 56 році до н. е. була побудована брама з ліванського кедру, яка була оббита бронзою. І тільки за Птолемея XII в 57 році до н. е. все будівництво, яке тривало майже 200 років, було закінчено.

## Опис

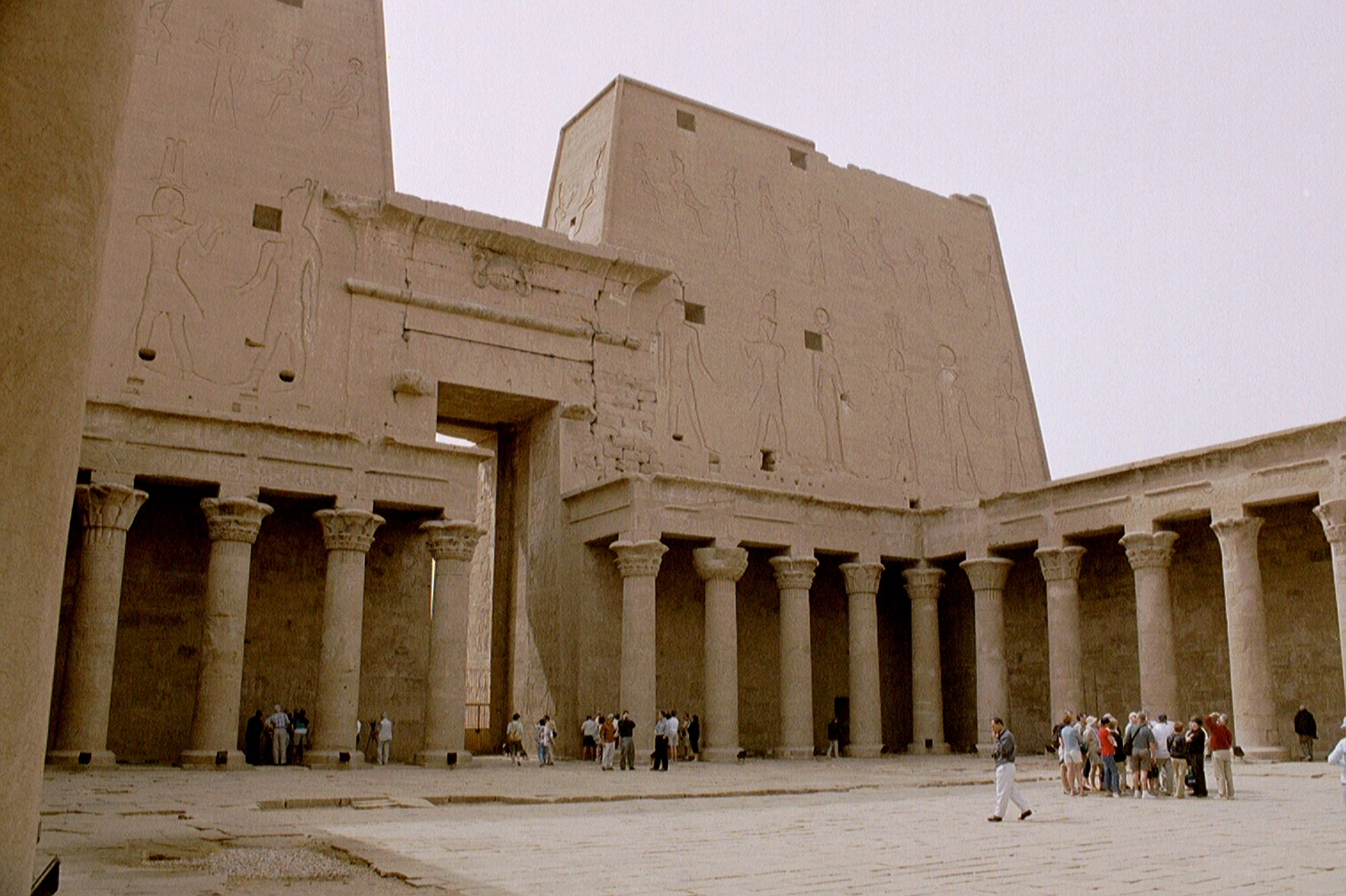
Внутрішнє подвір'я з пілонами (колонами)

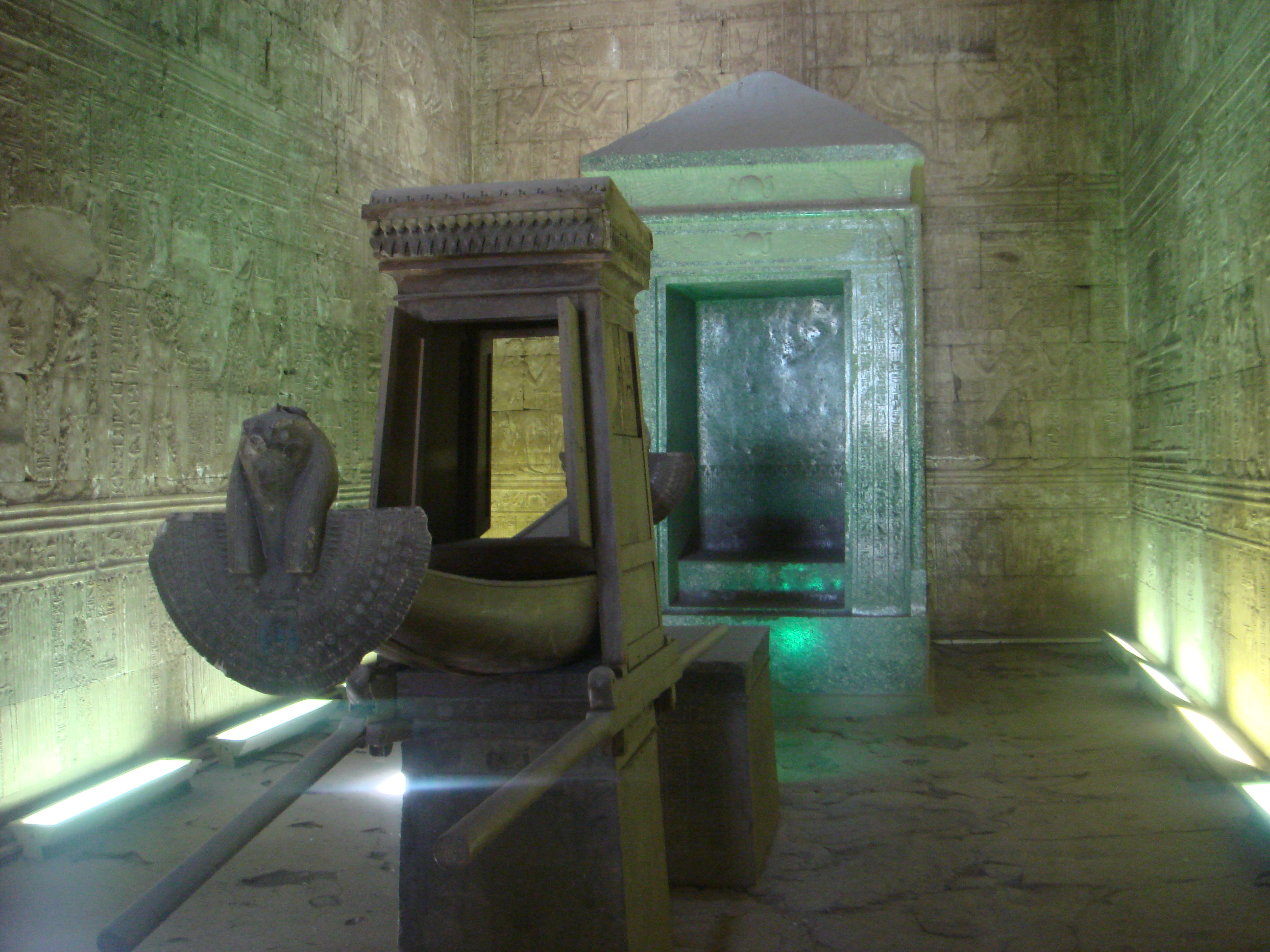
Одне з приміщень храму

Храм має довжину 137 метрів і ширину 79 м з висотою пілонів у 36 м. Вісь його тягнеться з півдня на північ, «від Оріона до Великої Ведмедиці». Пілон прикрашений зі всіх боків написами і зображеннями. Птолемей Діоніс символічно приносить в жертву Гору і Хатхор ворогів і молиться місцевим божествам; далі — за царем і царицею рухається процесія представників різних країн, які несуть в храм дари. За пілоном знаходиться великий чотирикутний двір з 32 колонами; на його стінах — написи про будування і розміри (47,25 м довжина, 42 м ширина). Далі розміщена гіпостильна зала з 18 колонами; праворуч від входу — приміщення для бібліотеки (на стіні написаний її каталог), ліворуч — для молитви царя; стеля прикрашена астрономічними зображеннями. Наступна зала з 12 колонами називалась залою процесій; в одній з її кімнат знаходилась храмова лабораторія (на стінах написи — рецепти запашних мазей). В наступній залі знаходився жертовник; потім була головна частина — святеє святих, з боків і ззаду якої, відділені вузьким коридором, йшли 10 меж для різних божеств. Архітектура храму, яка поєднує античні і давньогрецькі форми, відмічена рисами еклектизму. На всіх стінах ззовні і всередині є численні написи і зображення: міф про Гора, який підкорює світи (внутрішня частина західної огорожі), гімни Гору (внутрішня частина стіни), звіт про будівництво, календар і статут місцевих свят, дарчі написи тощо. В Едфу Гора зображували у вигляді крилатого диску, сокола, іноді людини з головою сокола. В написах в Едфу він був також Гором-Ра; храмові рельєфи підкреслюють щільний зв'язок Гора з його батьком Осірісом, матір'ю і Хатхор. Написи храму Едфу мають велике значення для єгипетської філології, через одне з найбільших зібрань ієрогліфічних текстів греко-римського часу.

## Галерея

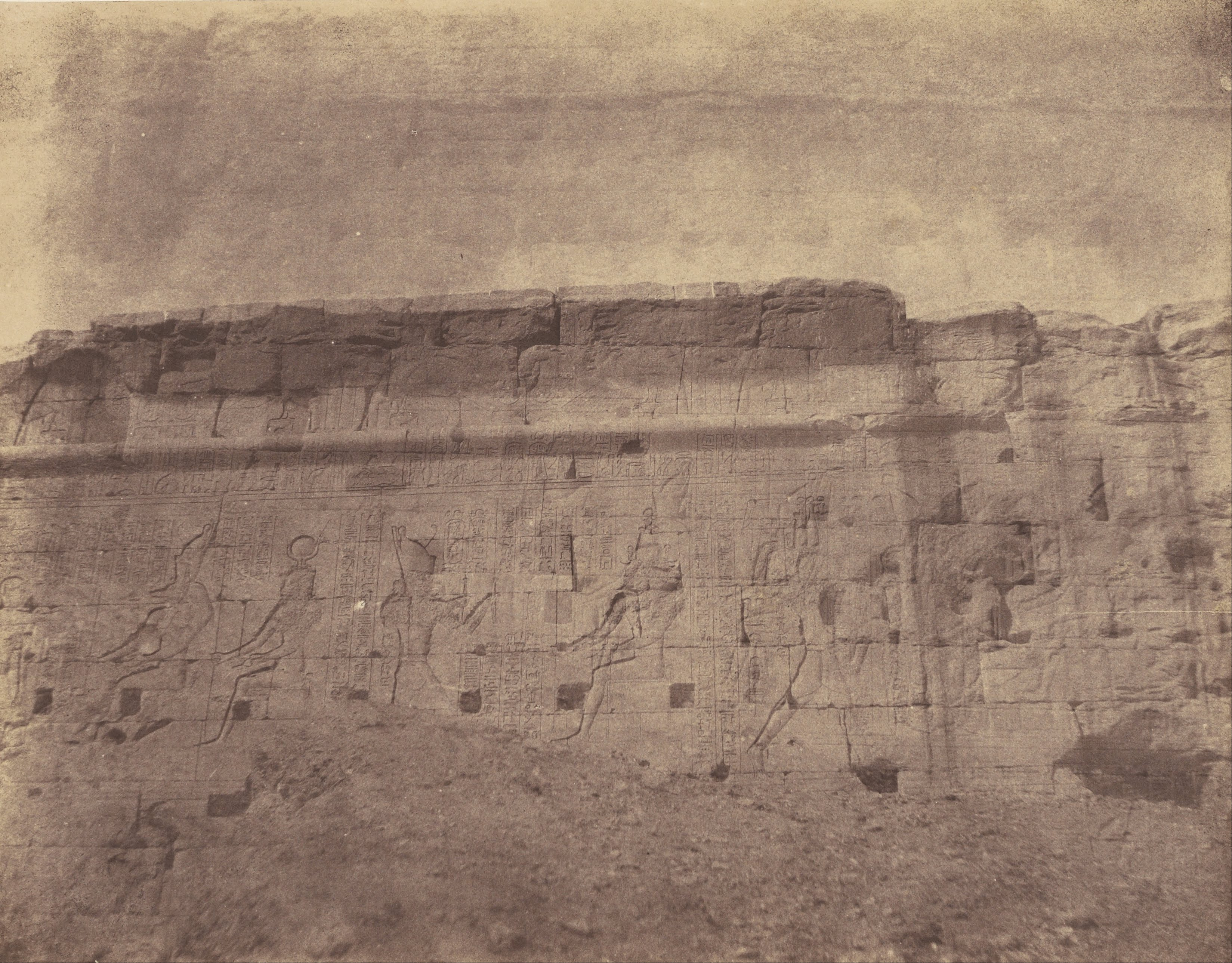
Earliest photos, 1854 by John Beasley Greene
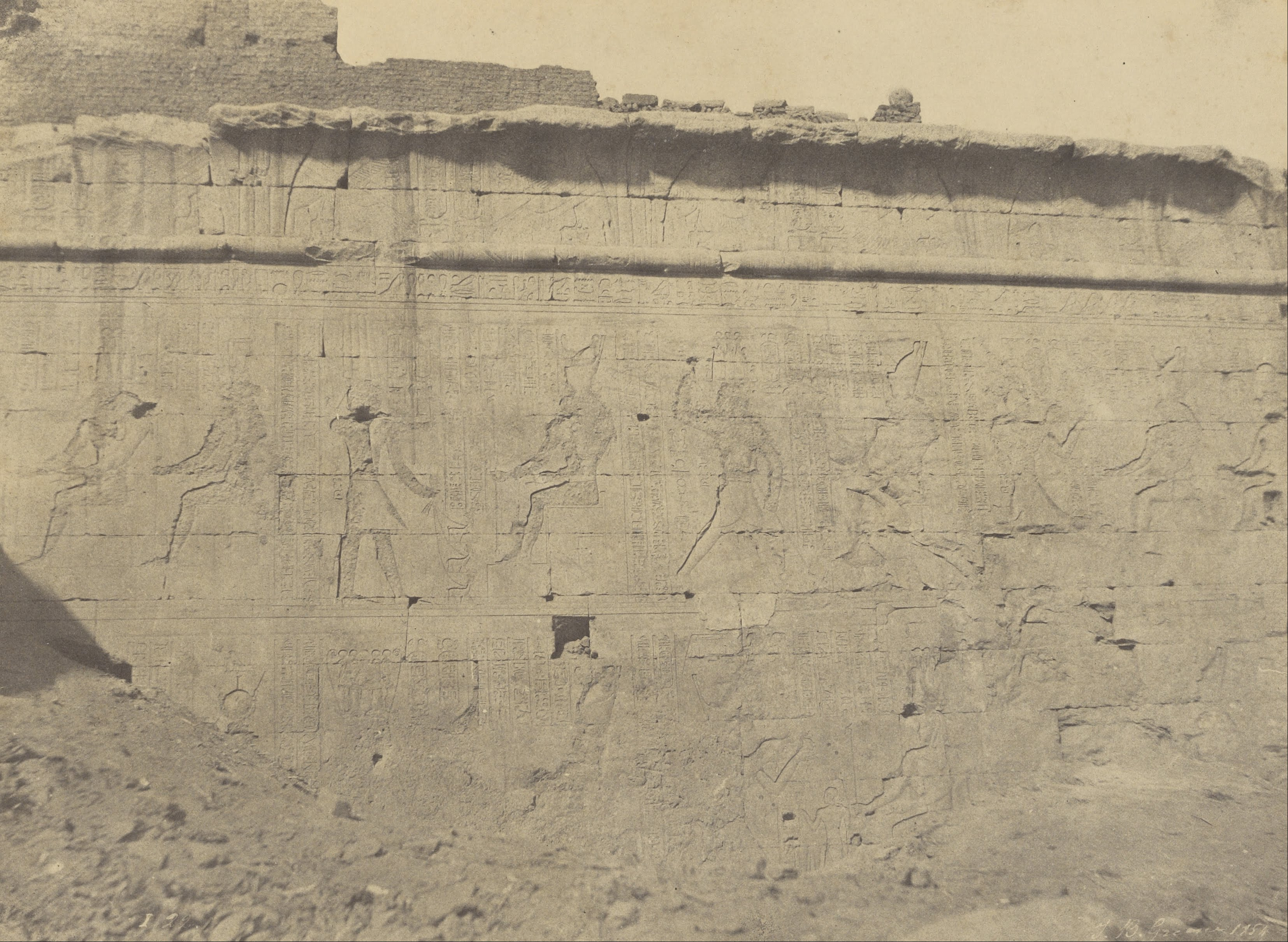
Earliest photos, 1854 by John Beasley Greene
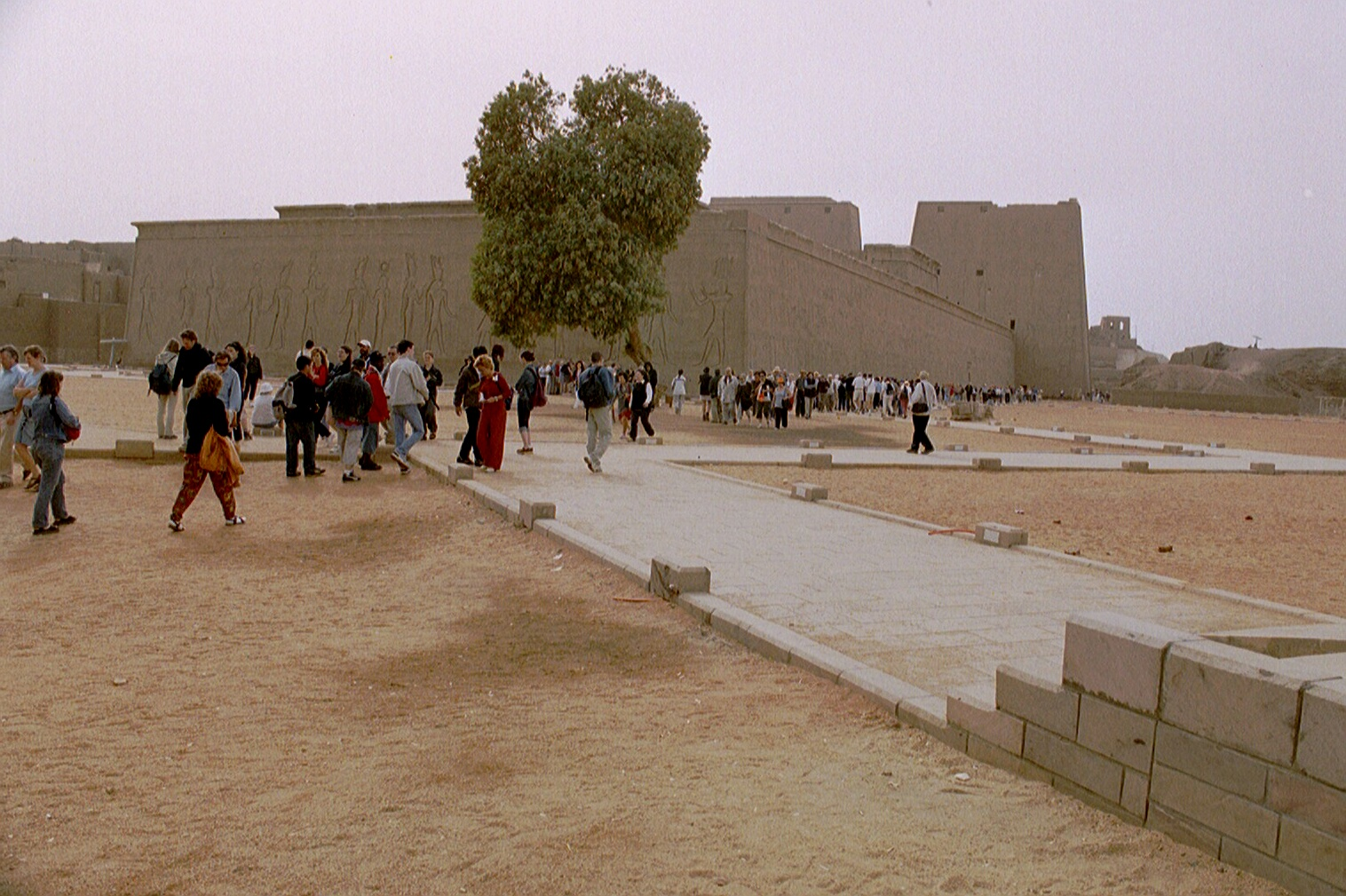
Arrival at the Temple of Edfu
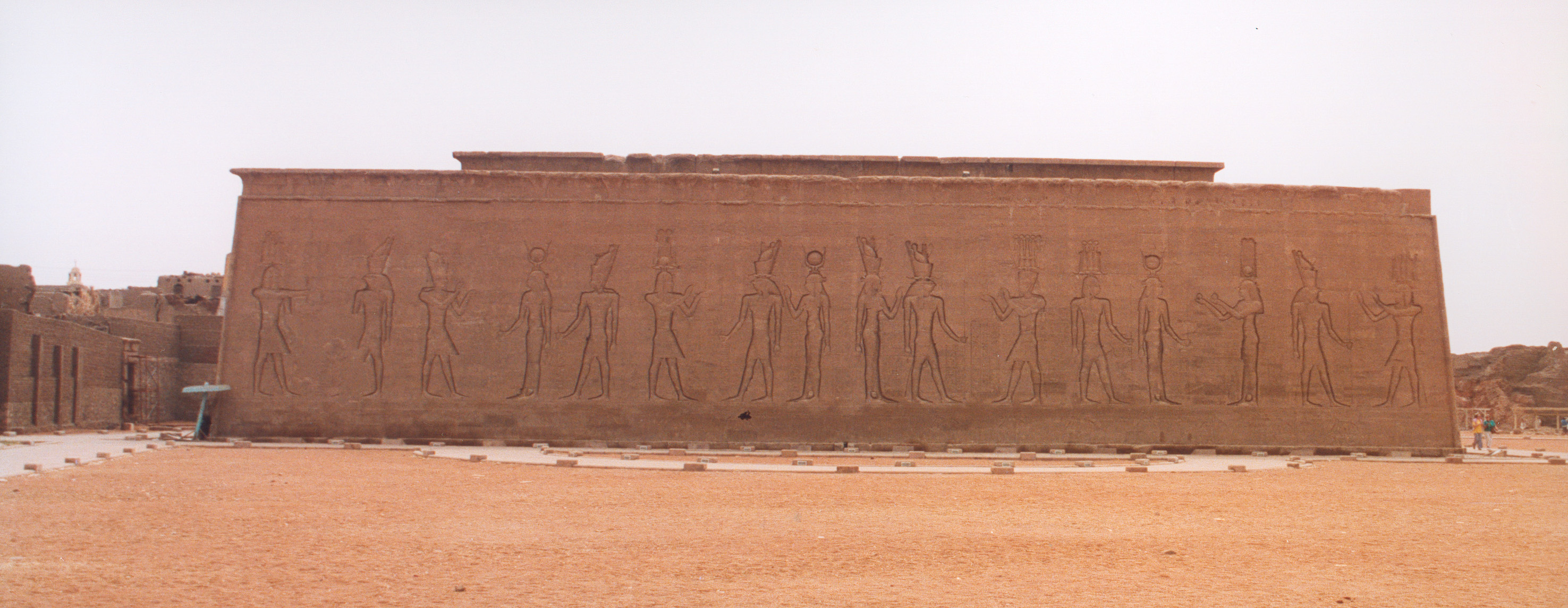
Rear of Edfu temple
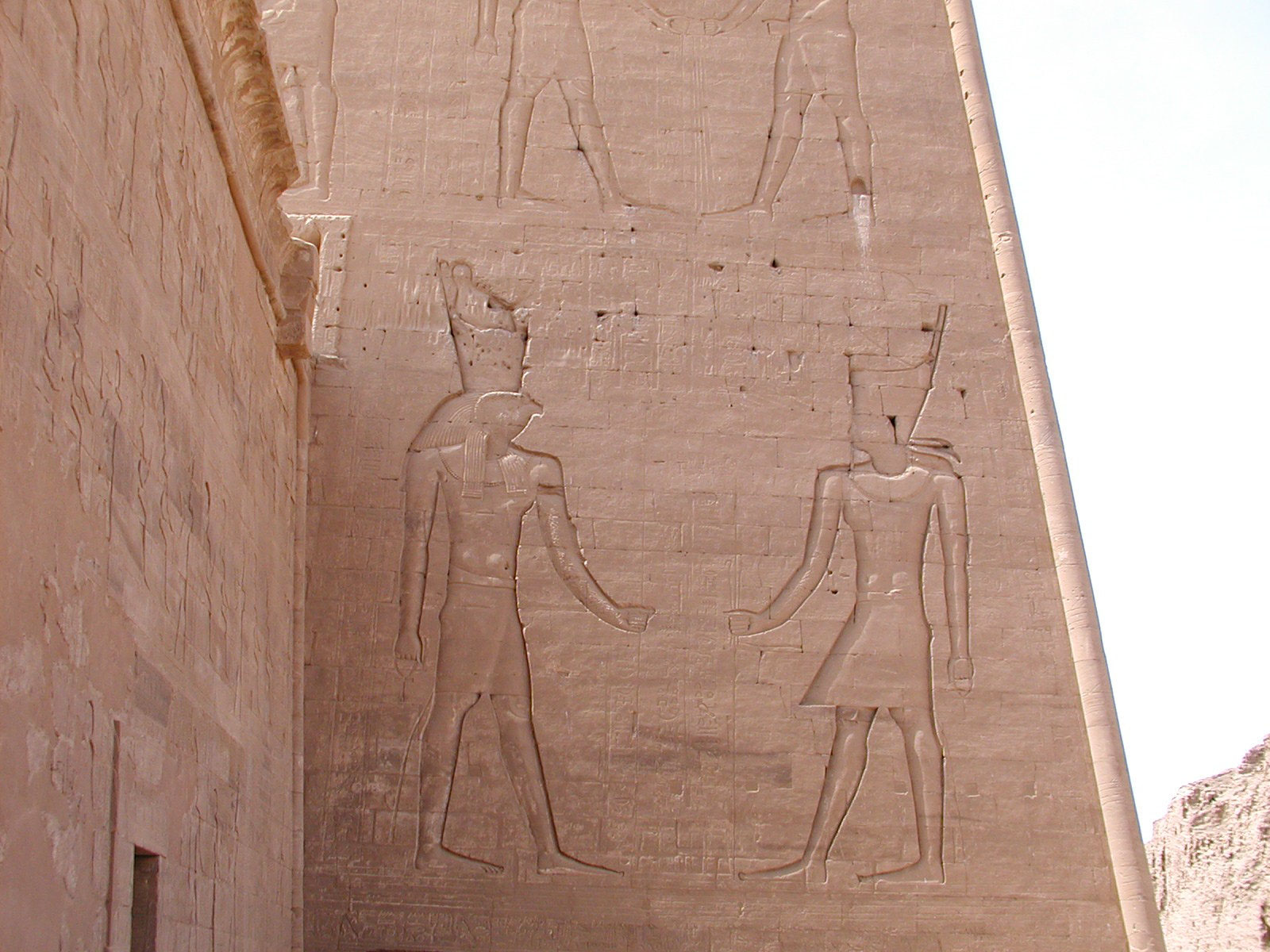
rear of the left pylon of Edfu temple
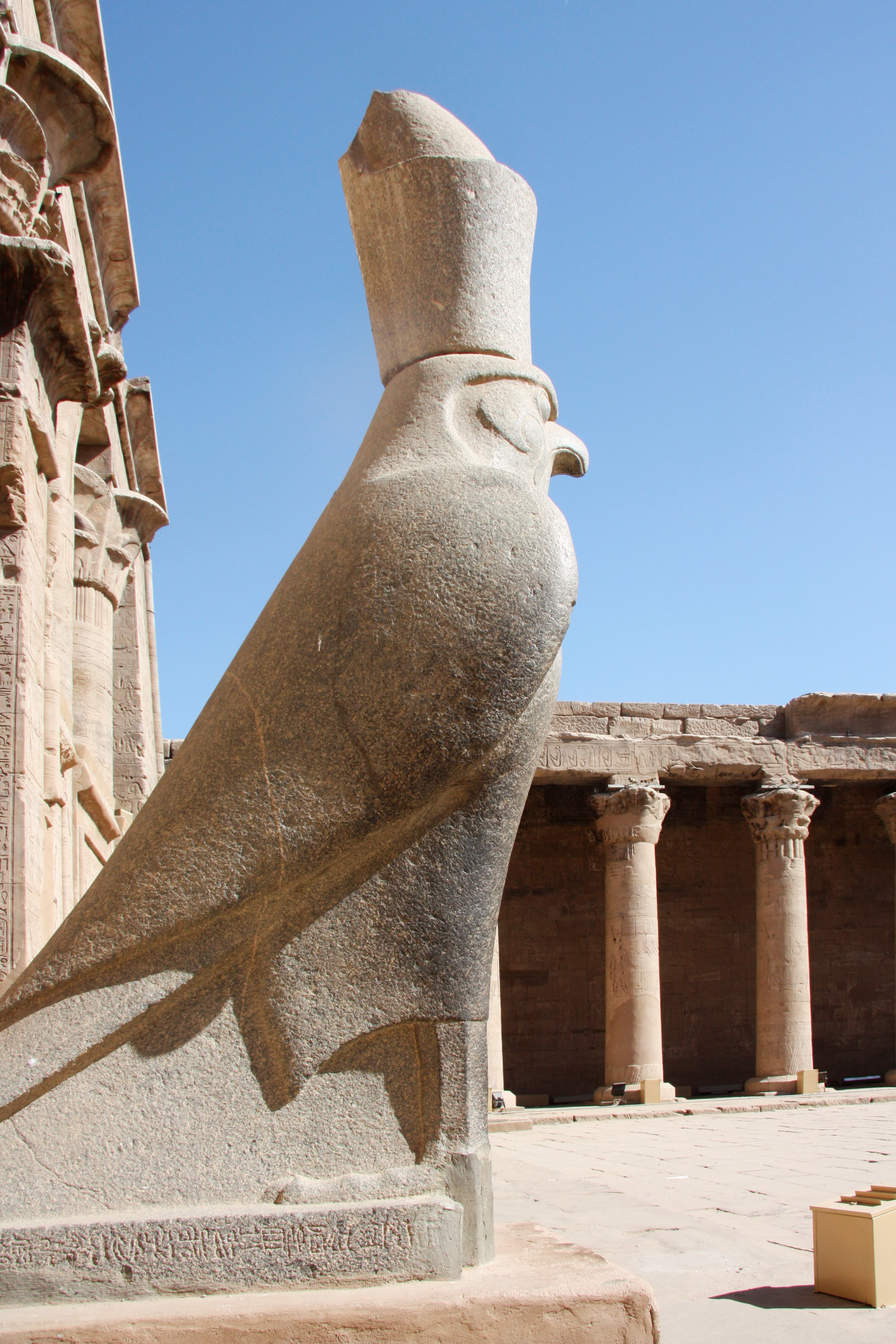
Edfu Horus
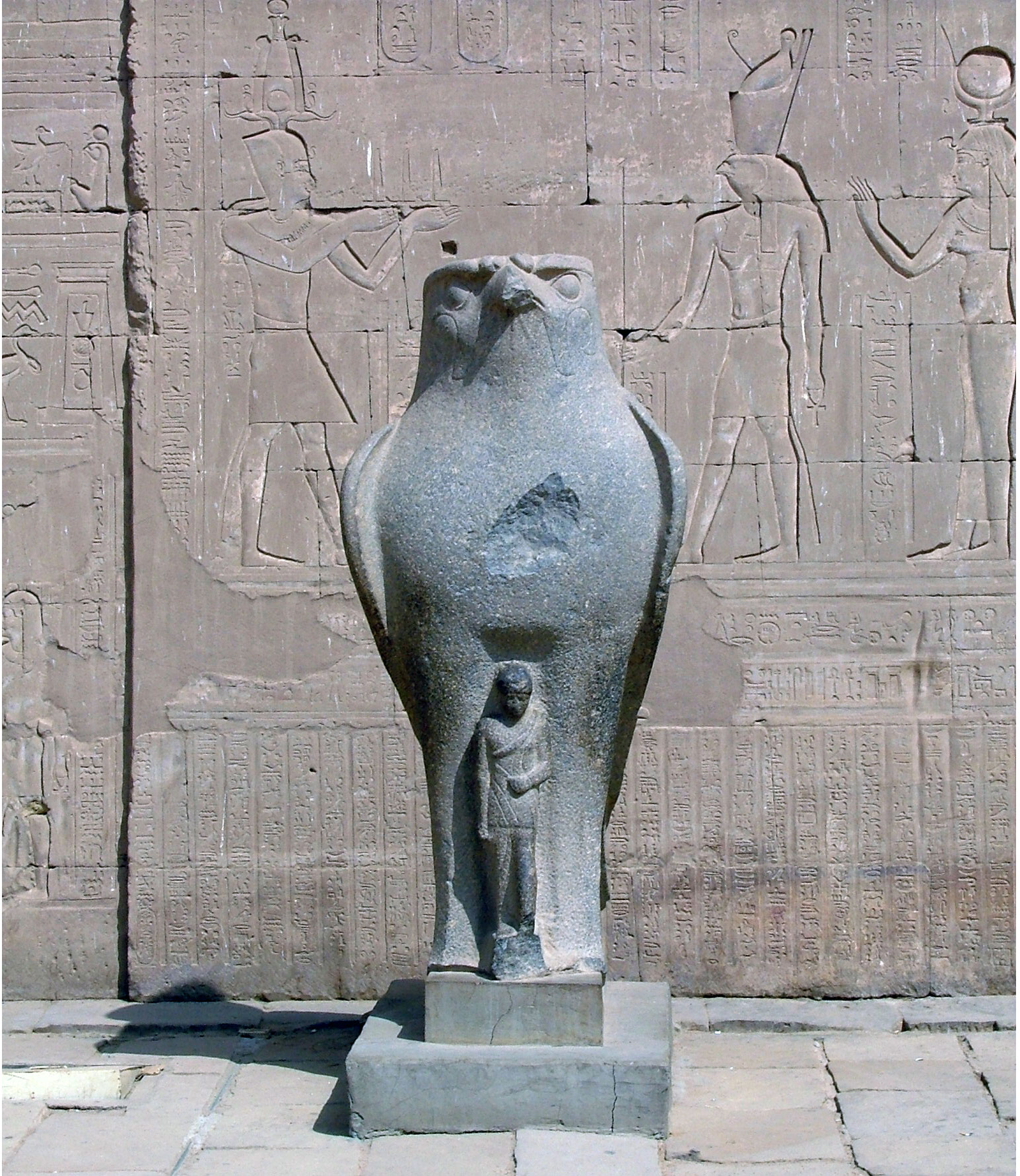
Horus
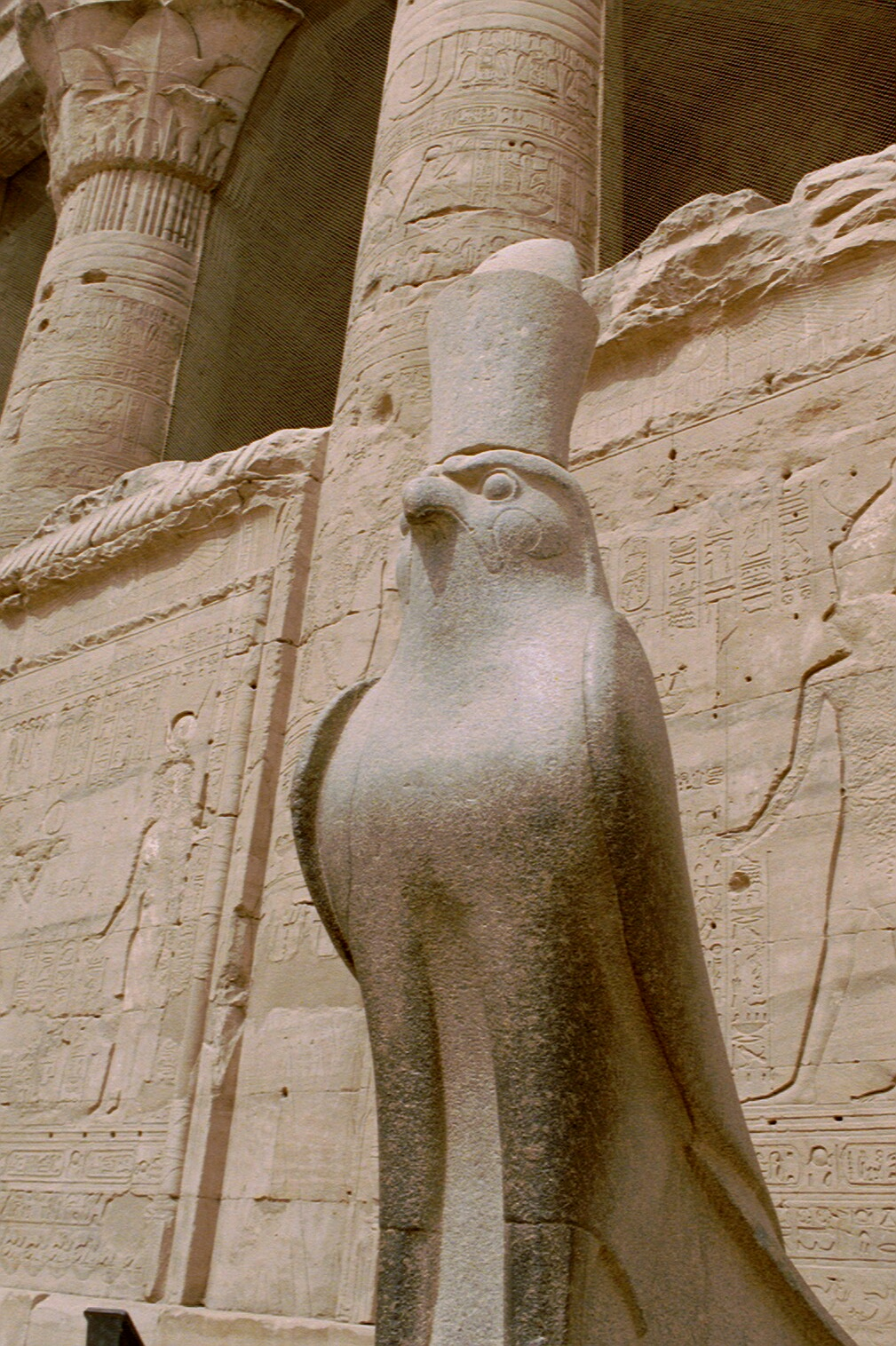
Horus at the entrance to the large courtyard
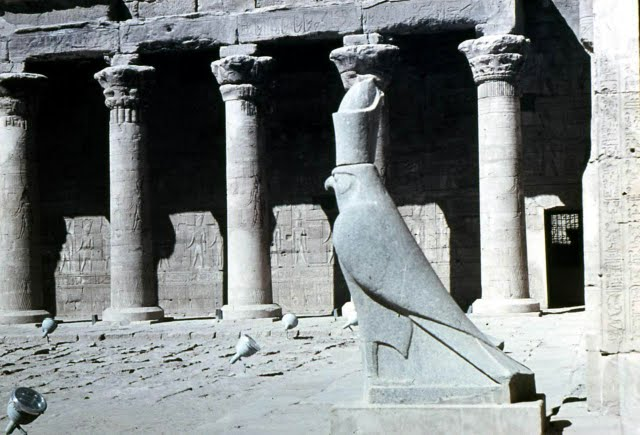
Horus sculpture in courtyard
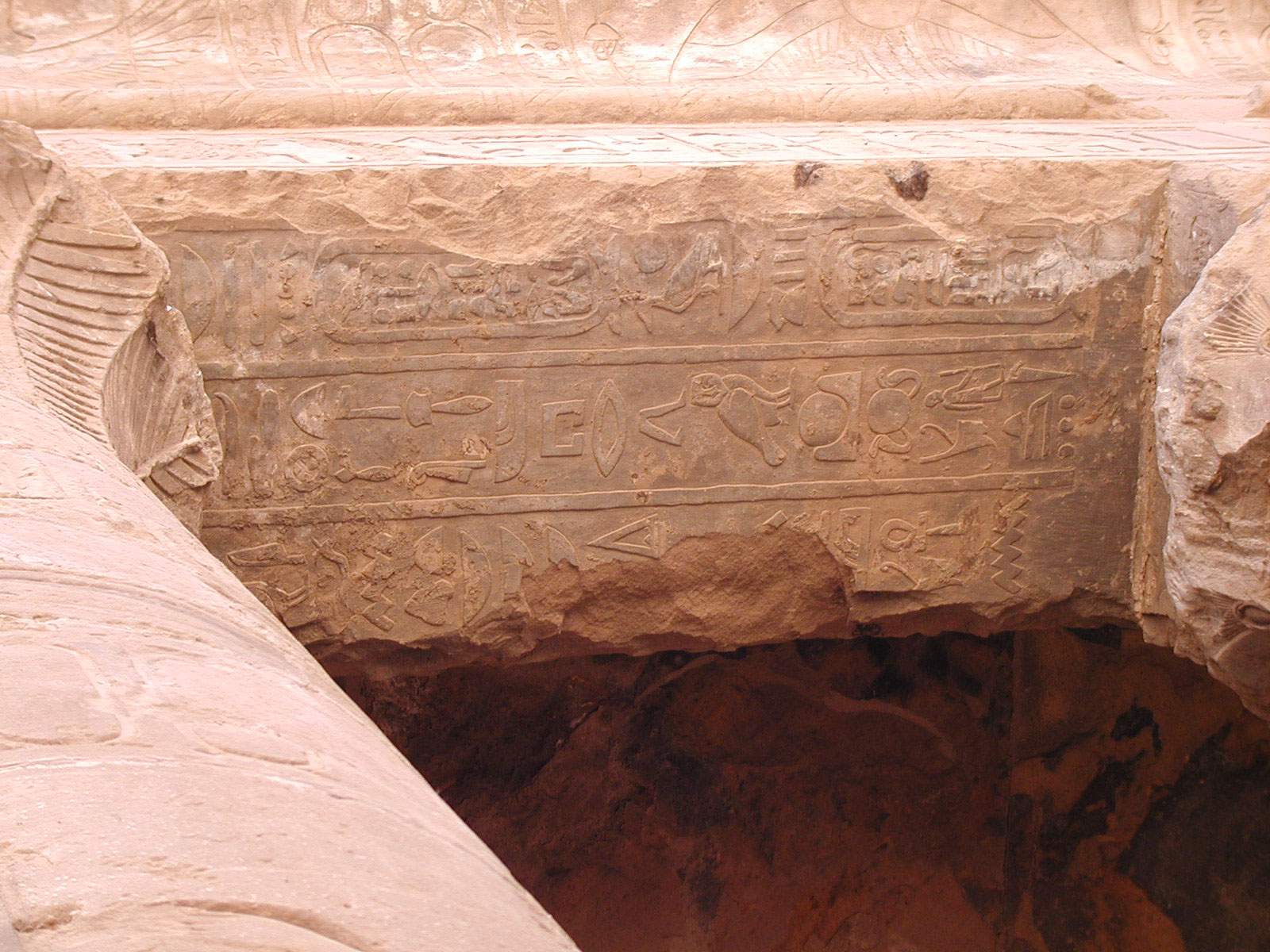
Detail of a lintel at the entrance to Edfu temple
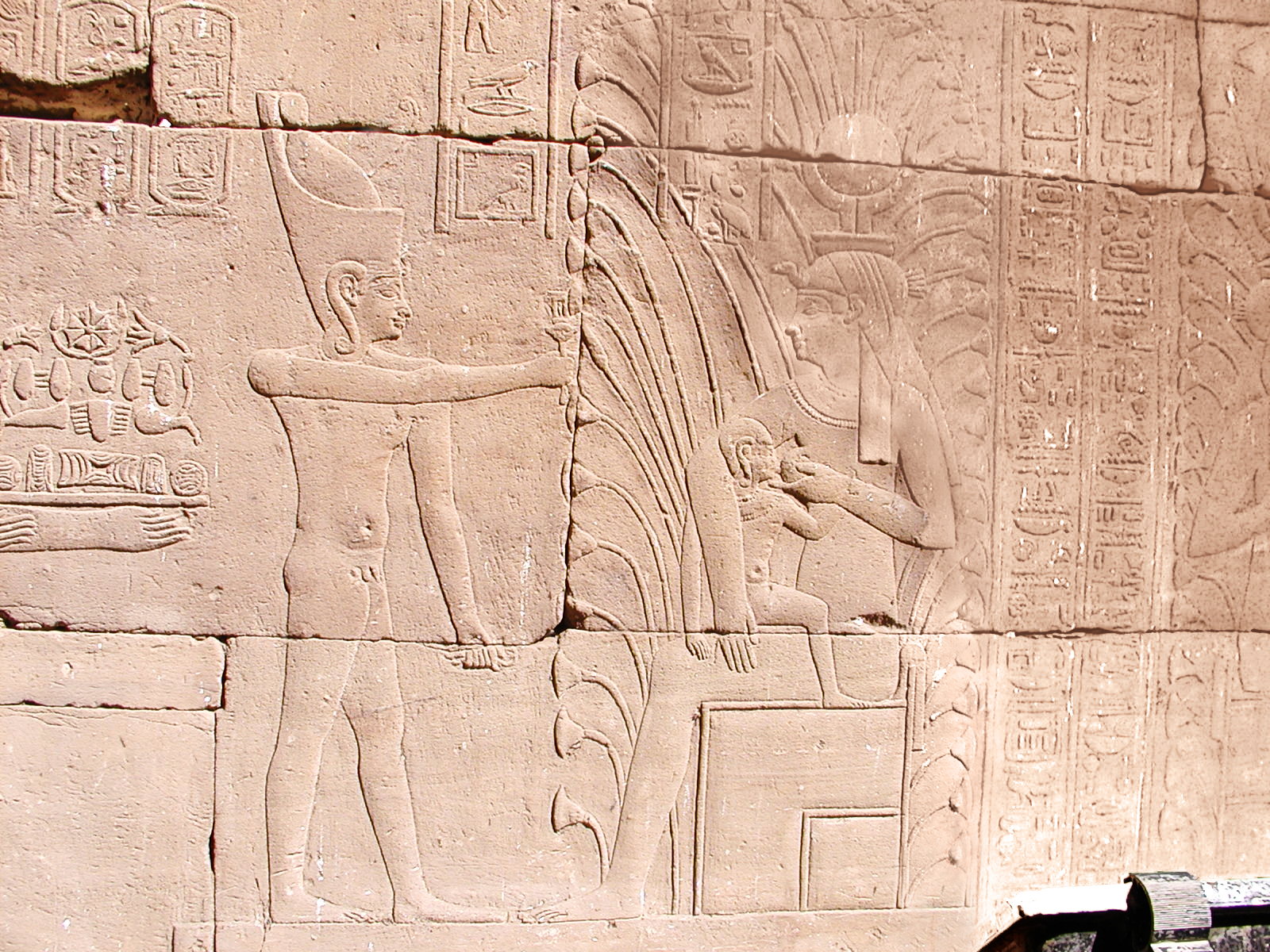
A breastfeeding scene in the interior walls of Edfu temple
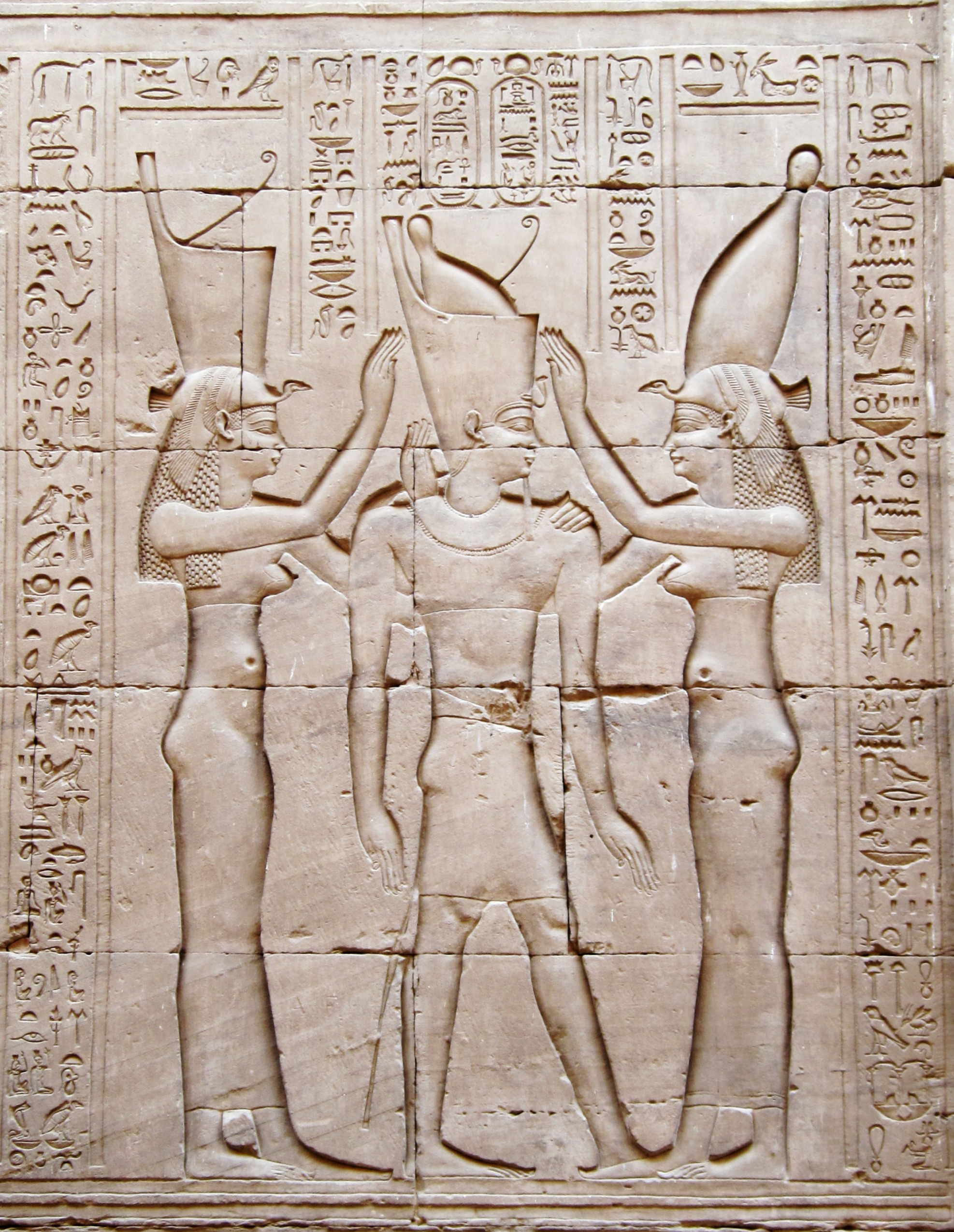
Edfu Temple, detail
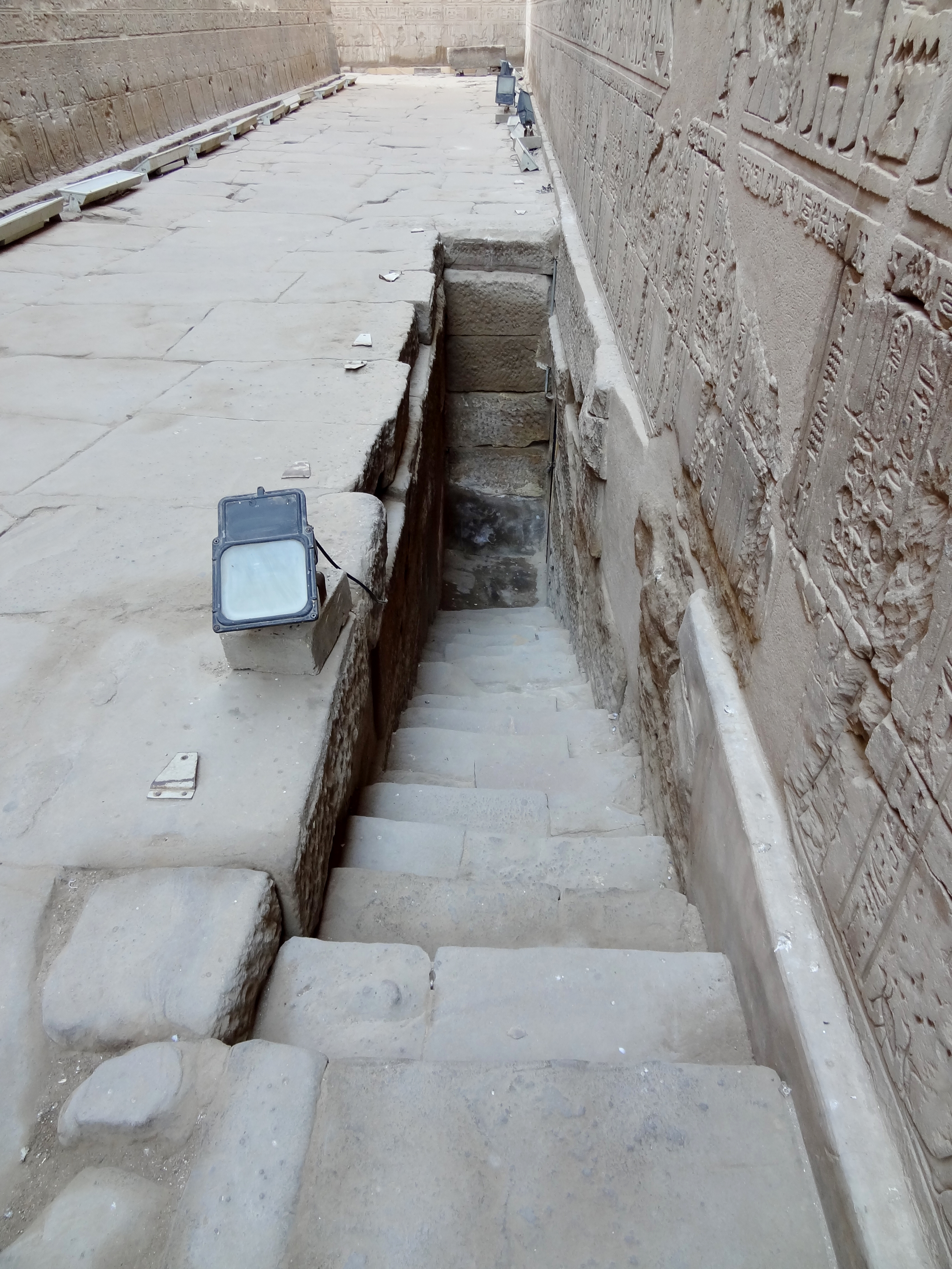
Edfu Tempe, Nilometer for measuring height of Nile River
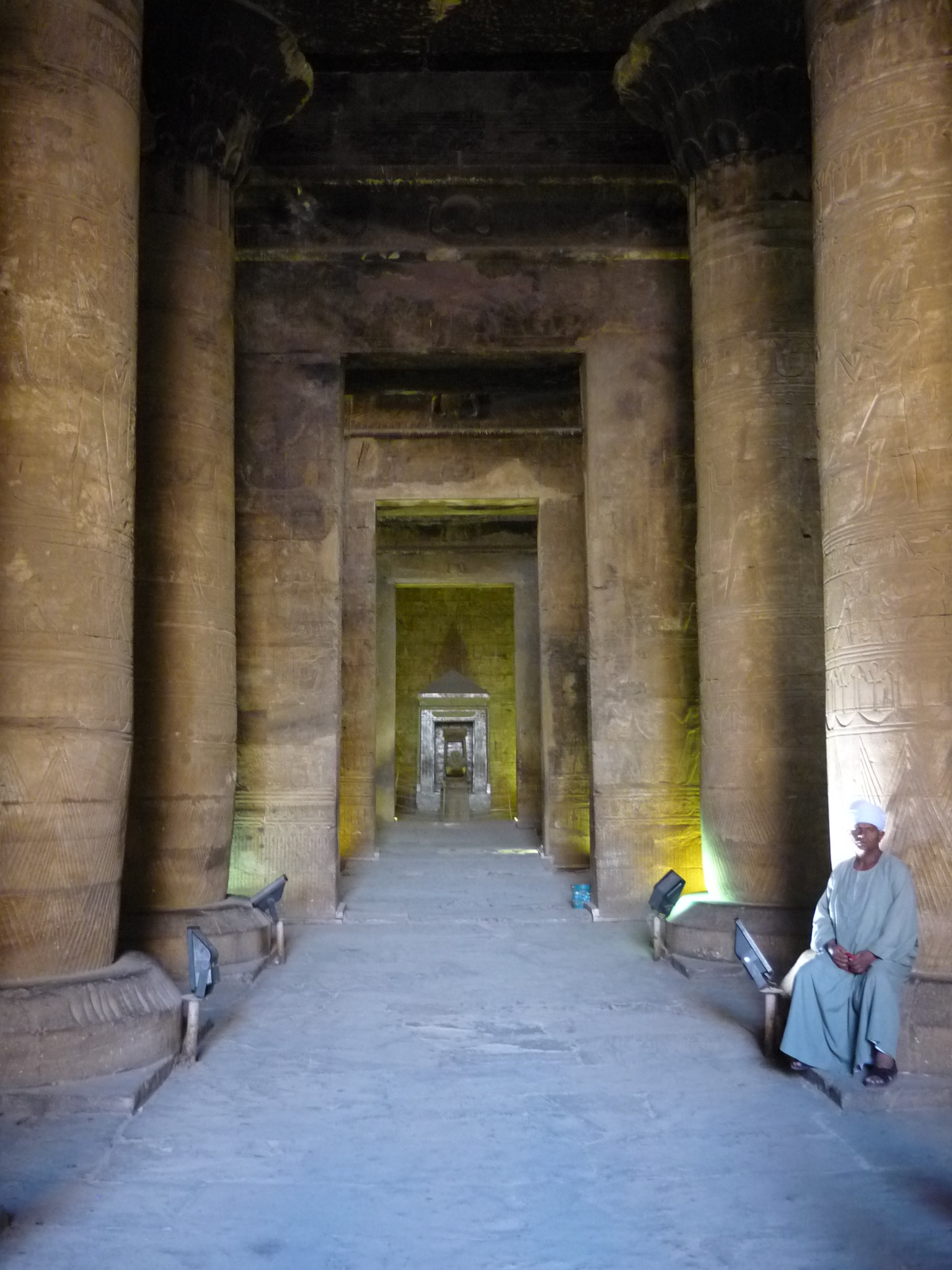
Edfu Temple Columns
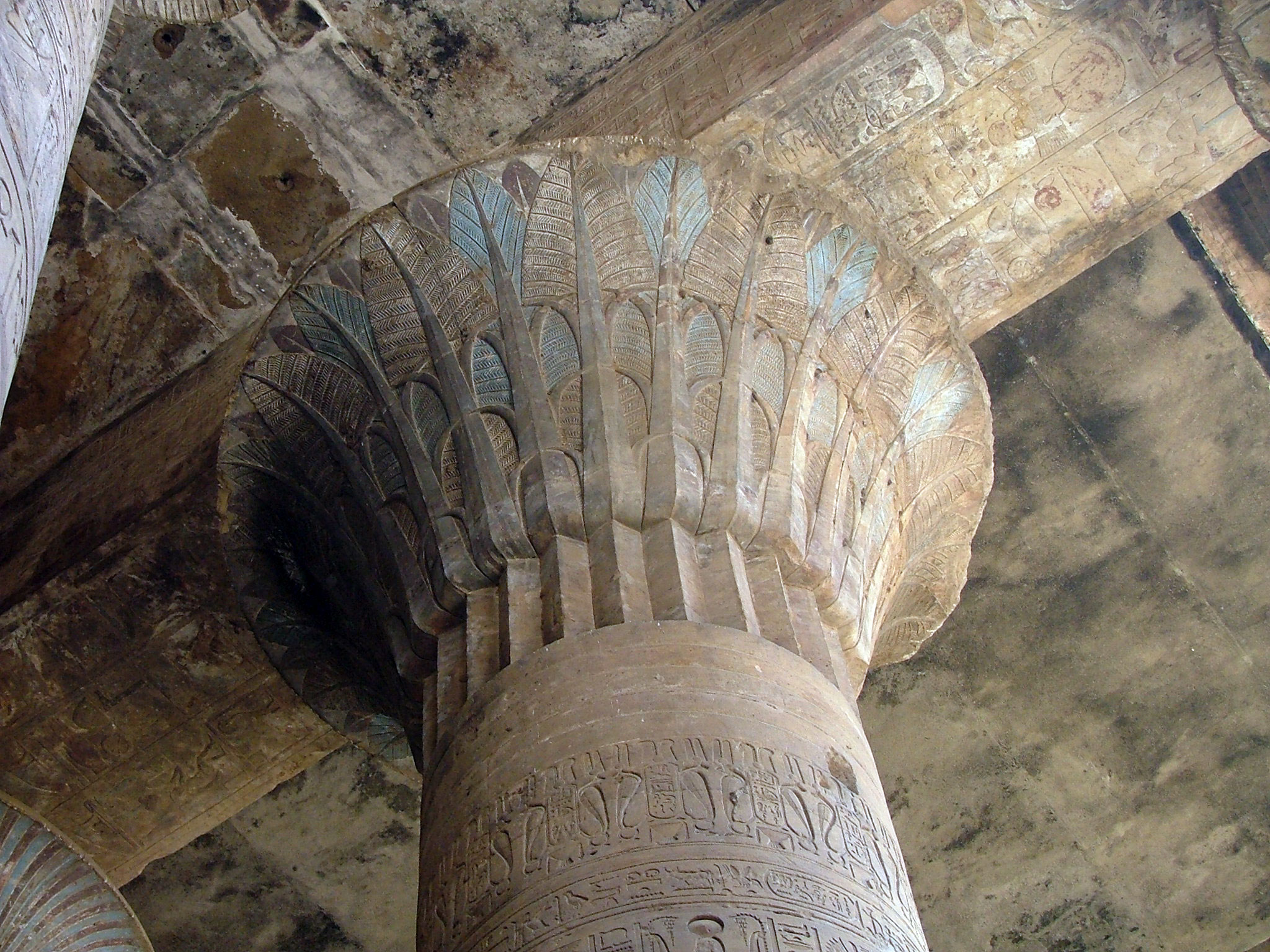
Column detail
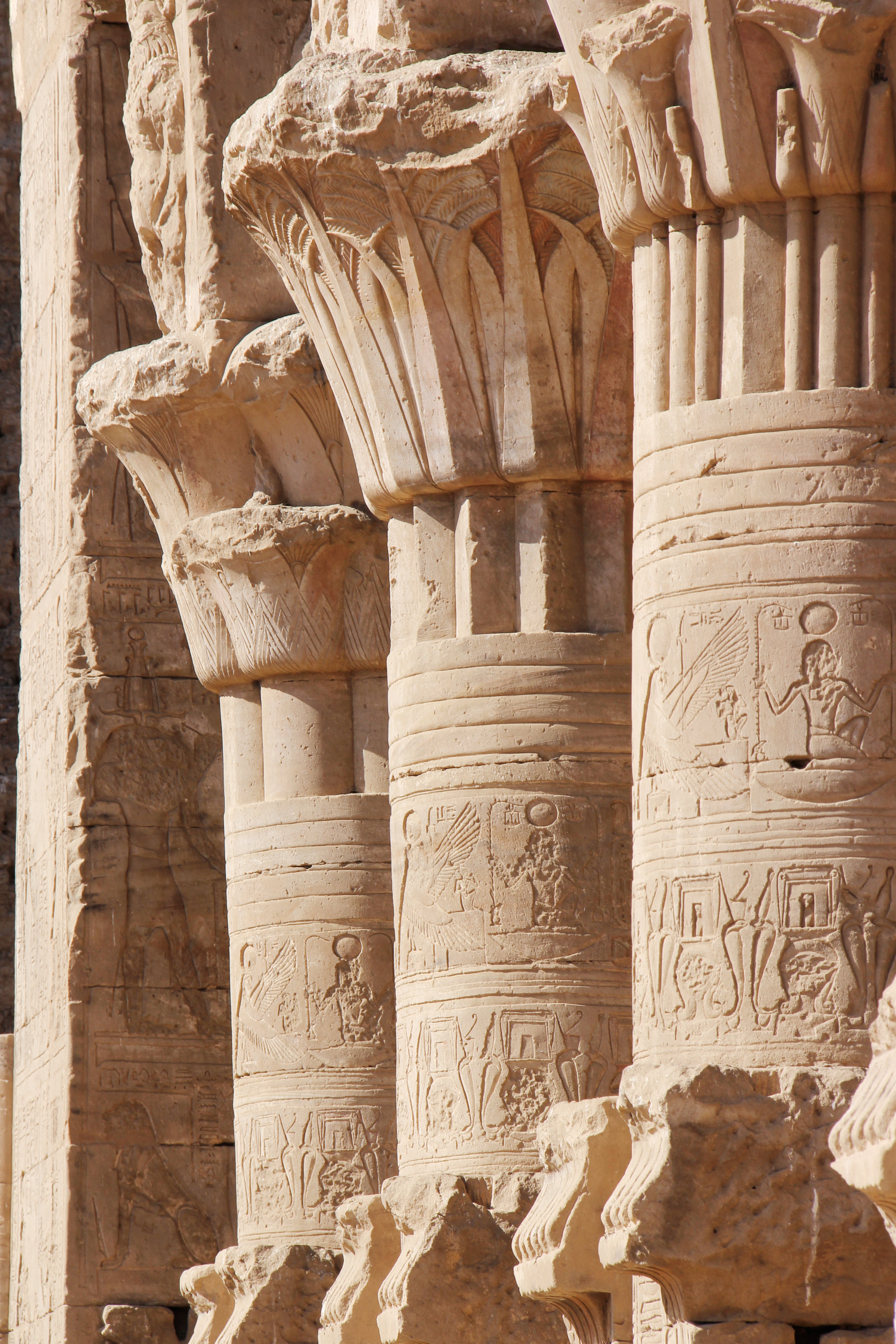
Edfu columns
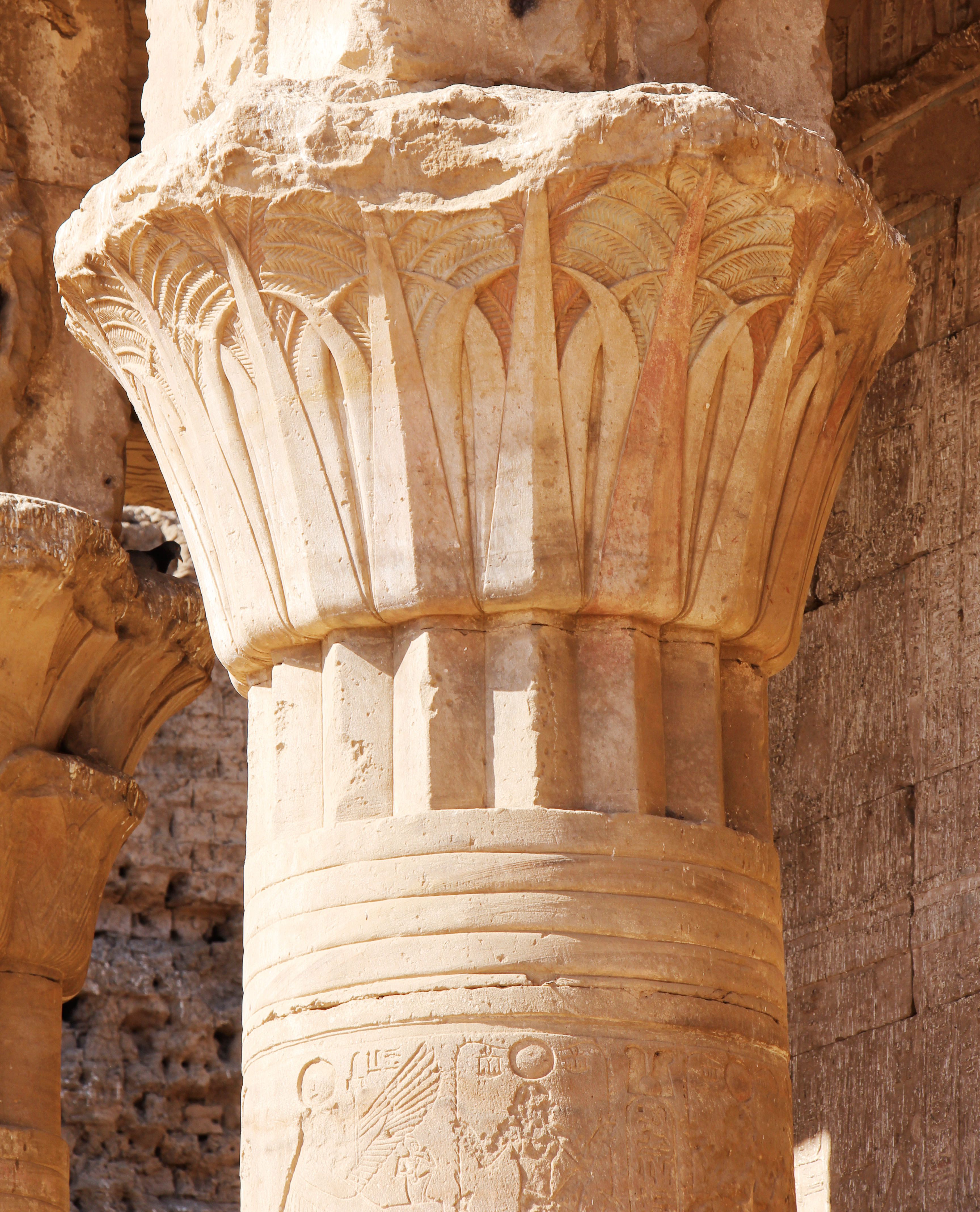
Edfu column detail
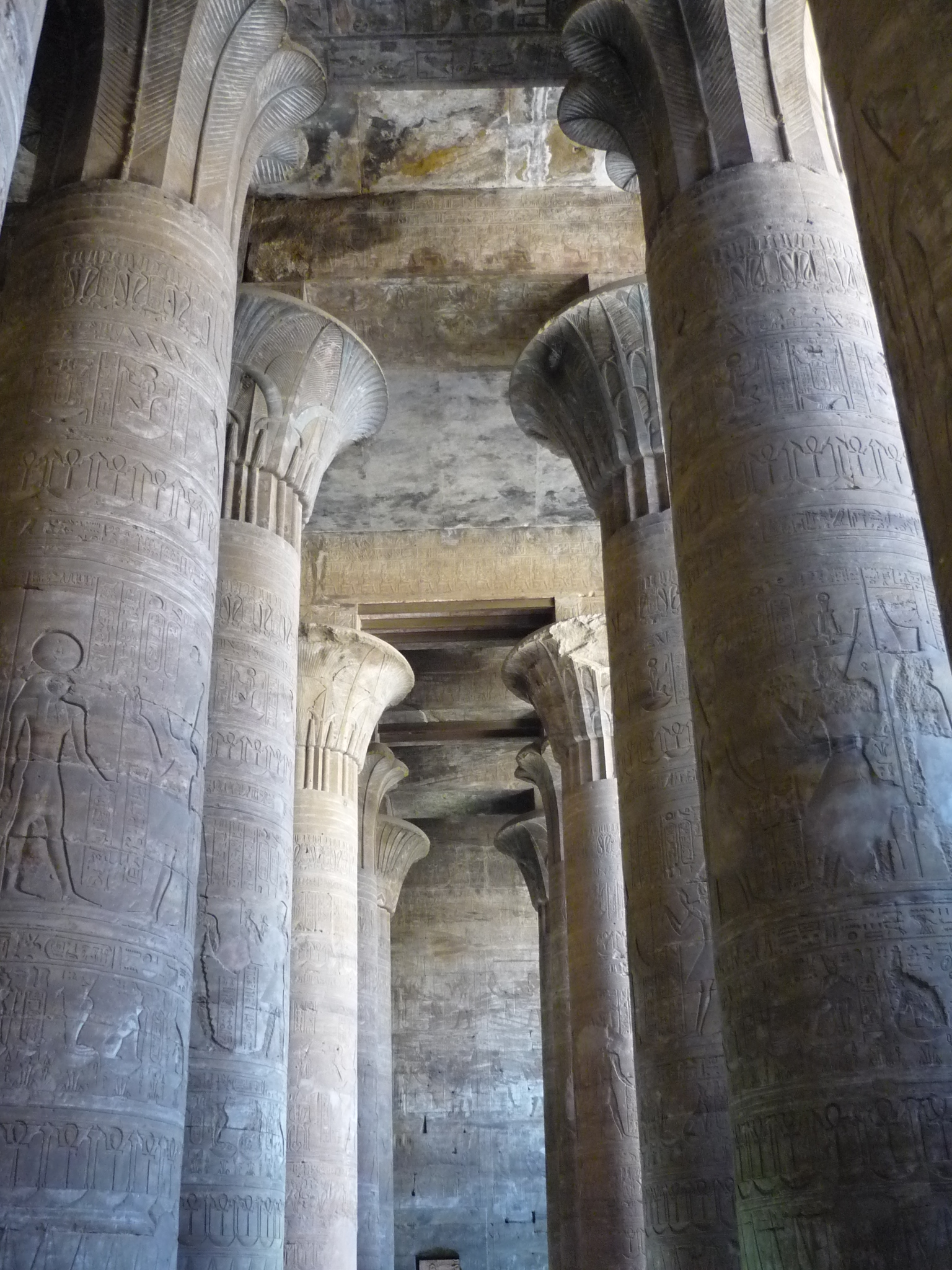
Column detail
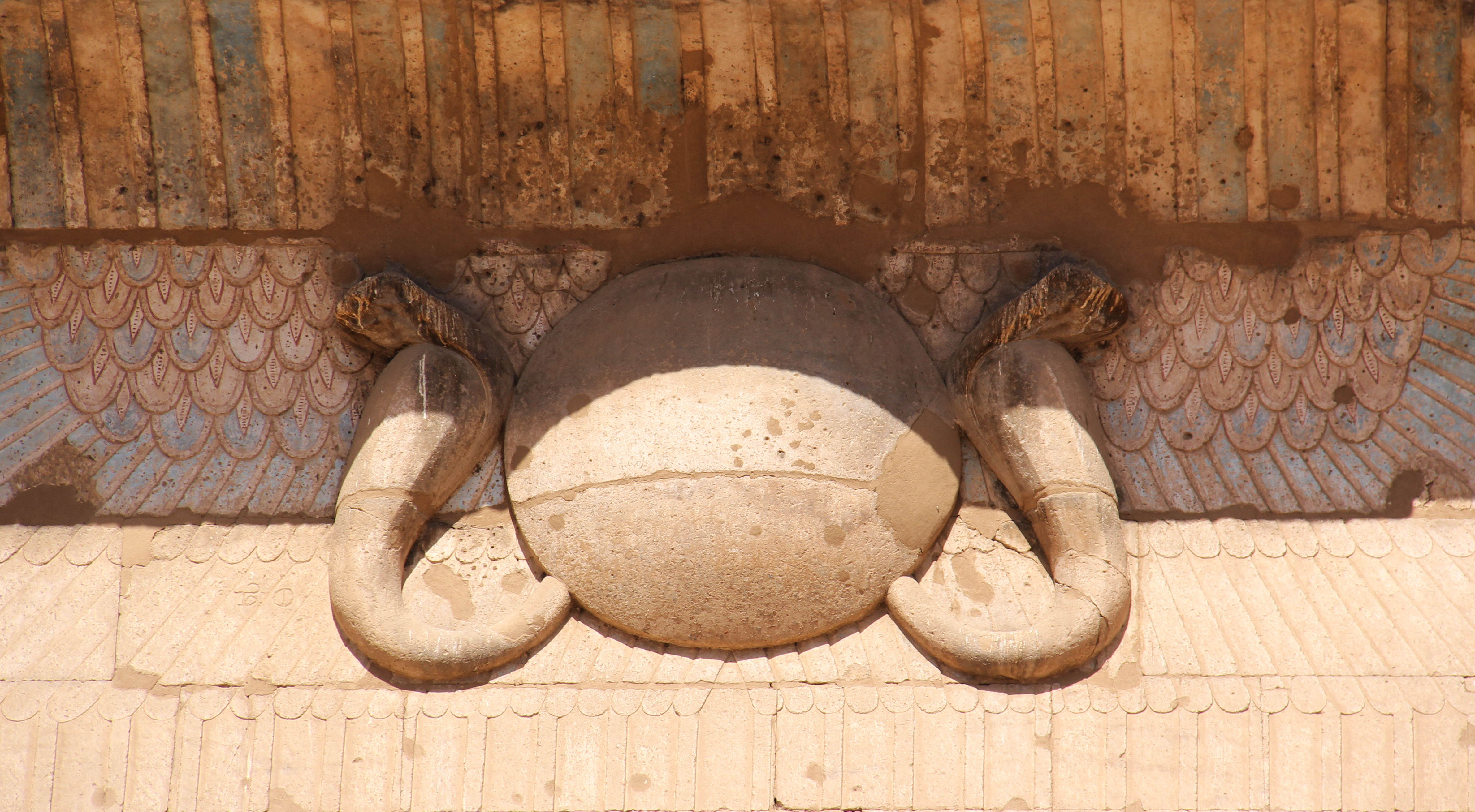
Edfu relief
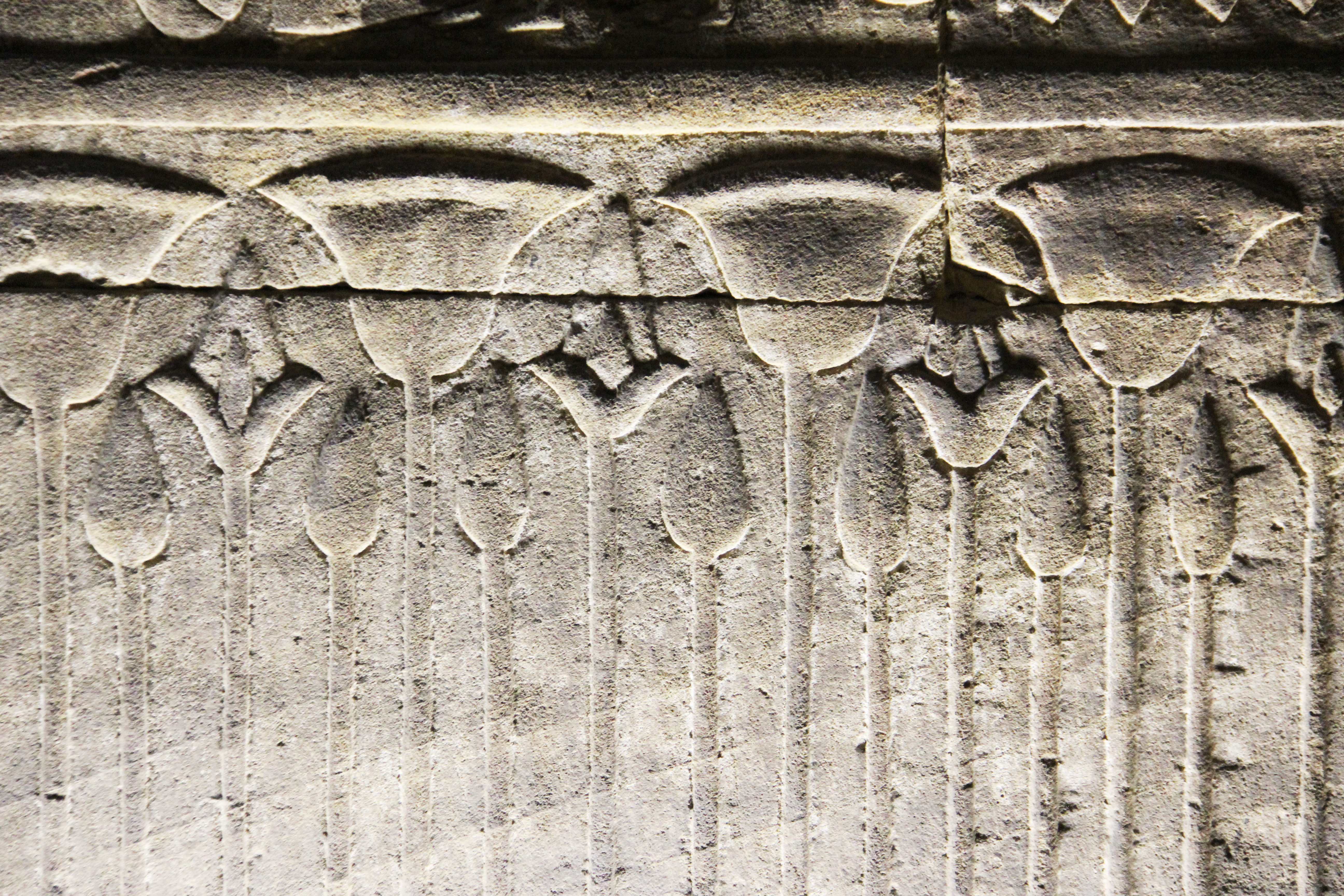
Edfu relief
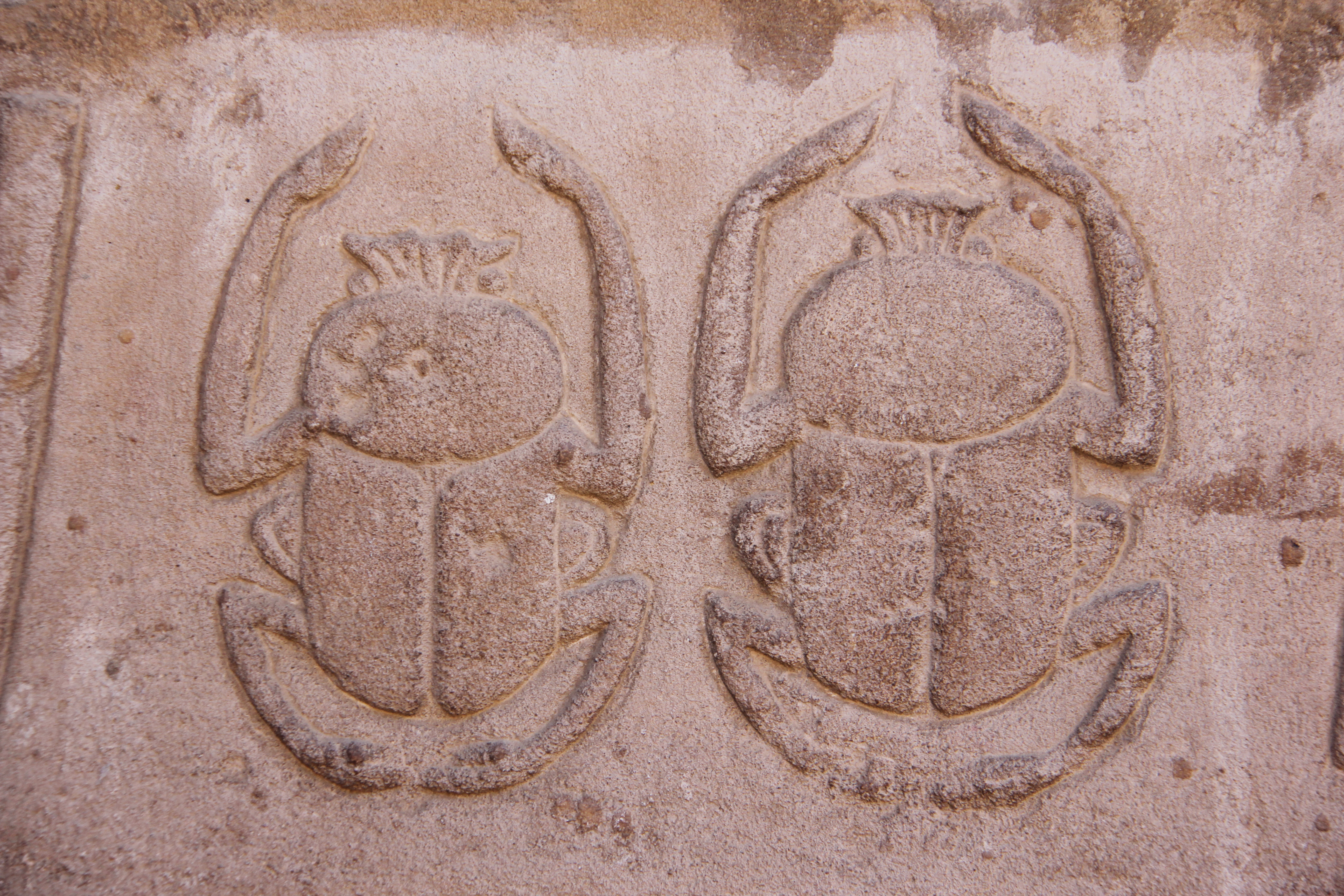
Edfu relief
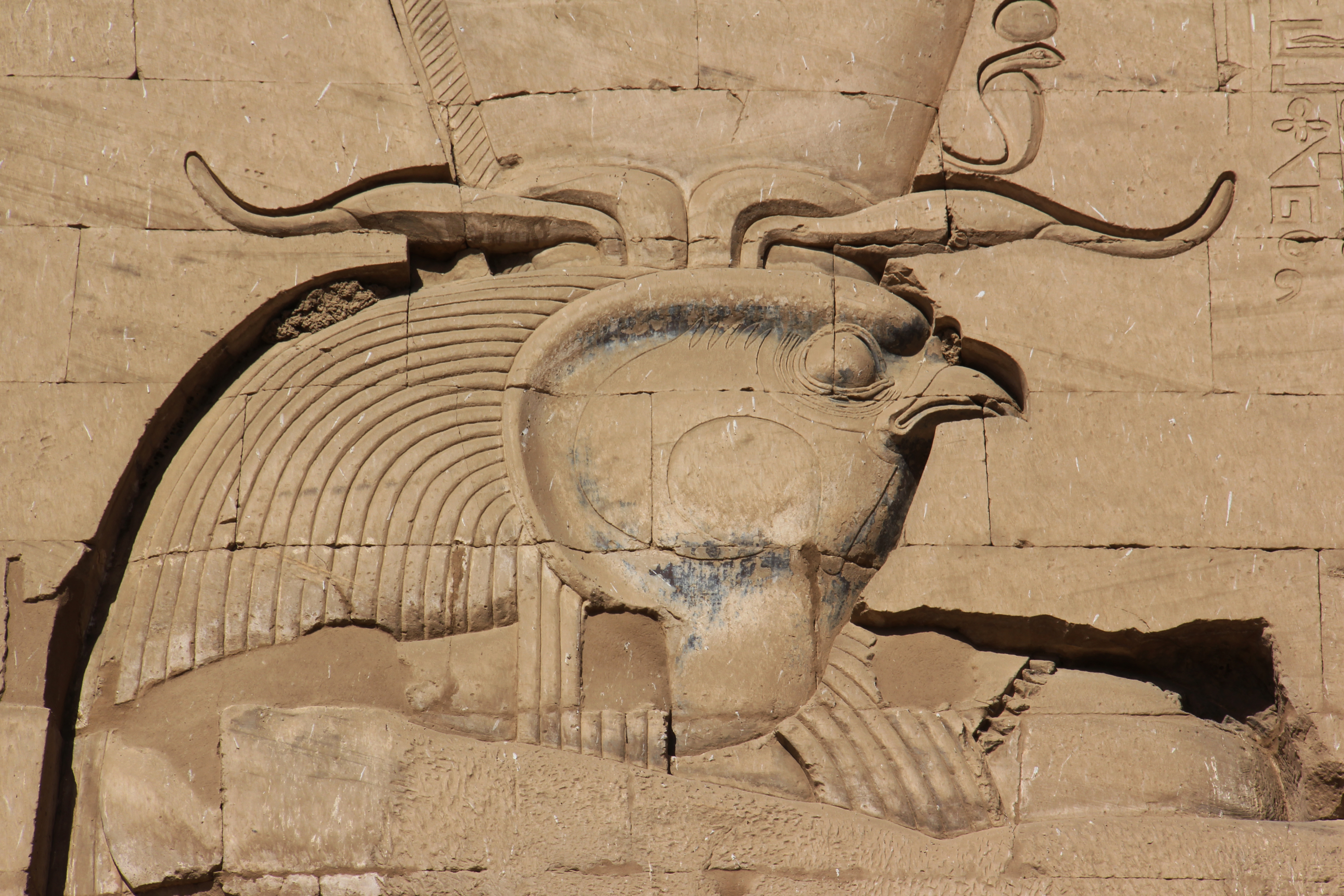
Edfu relief
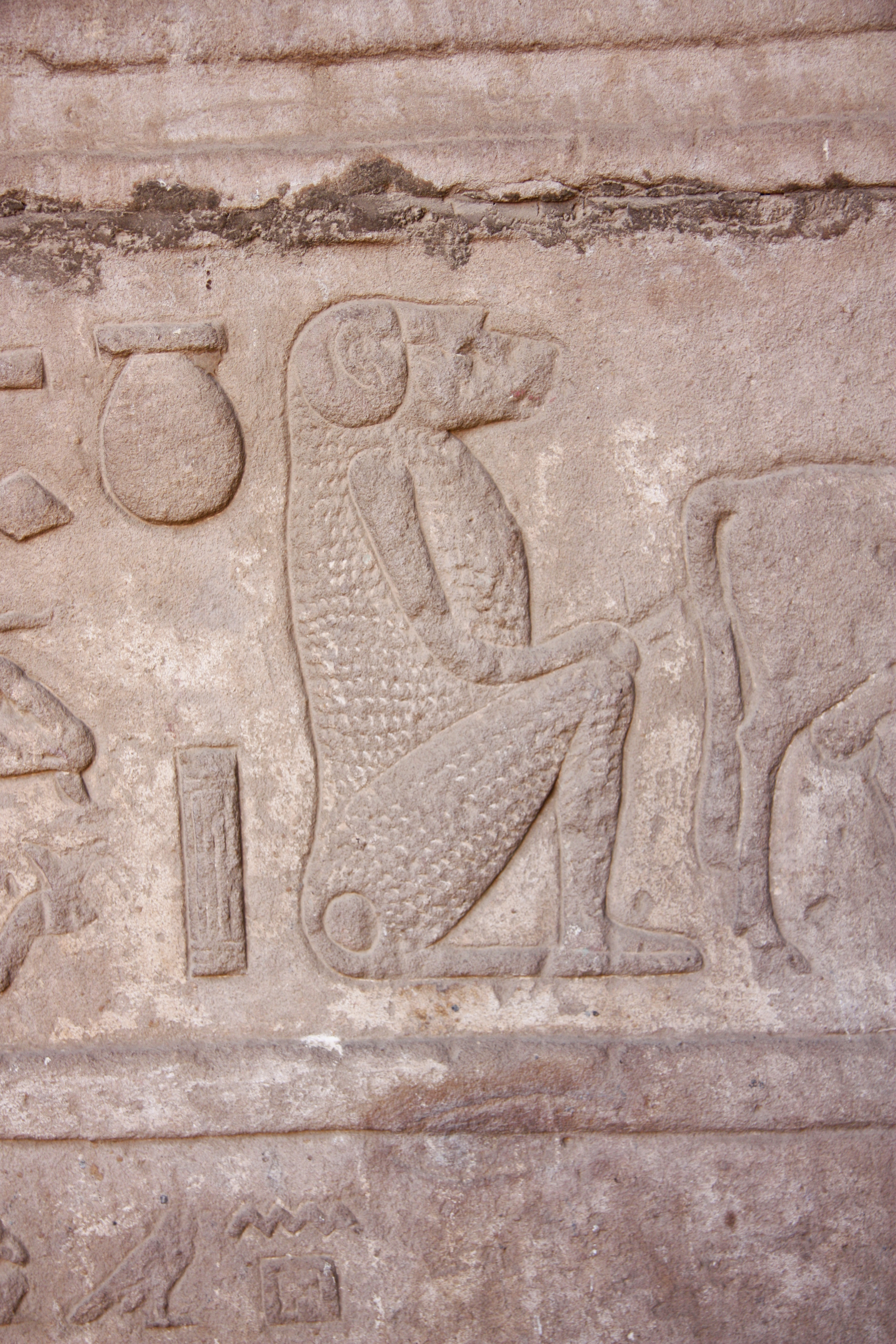
Edfu detail
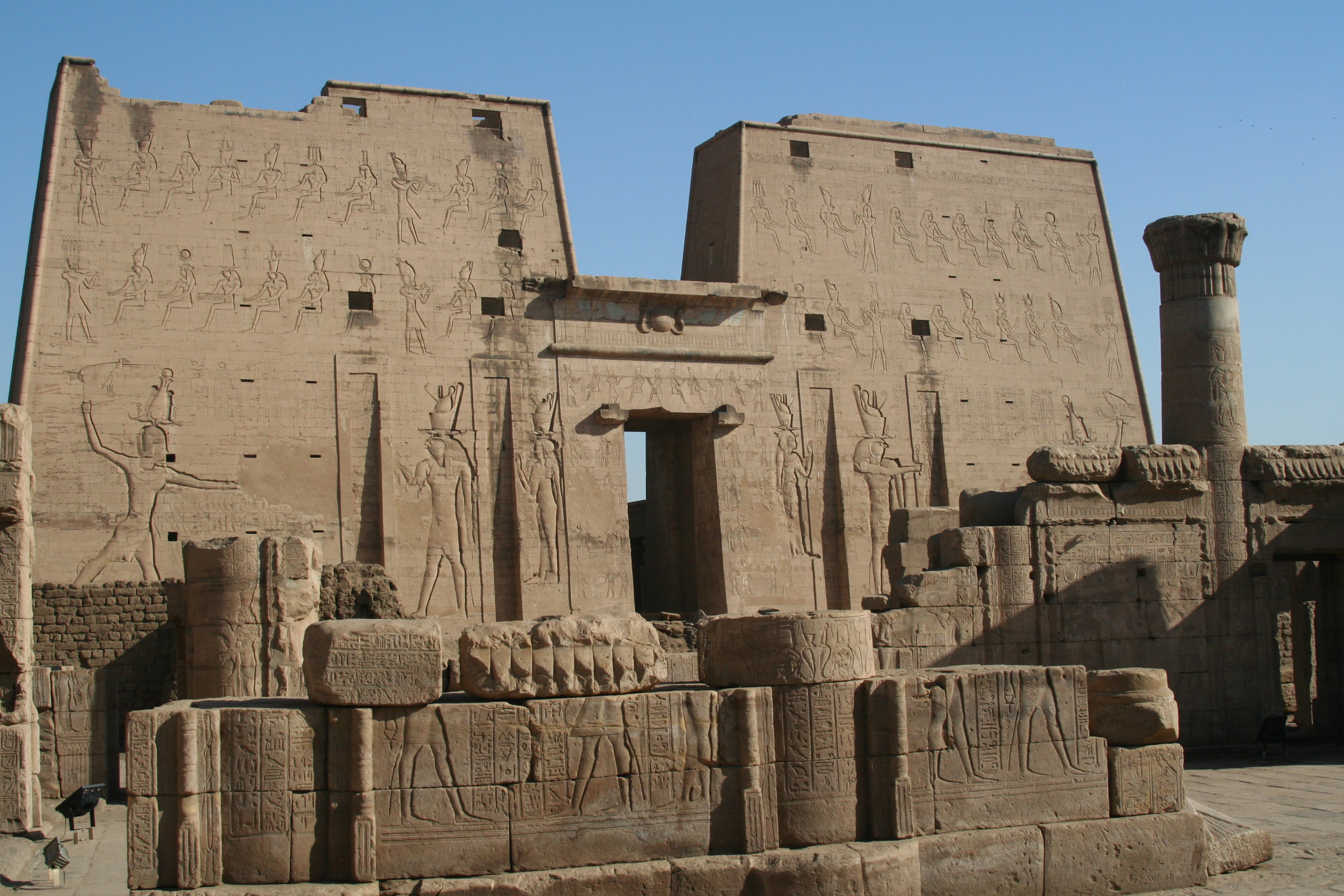